# Bouillon (restaurant)
Pour l’article homonyme, voir bouillon.

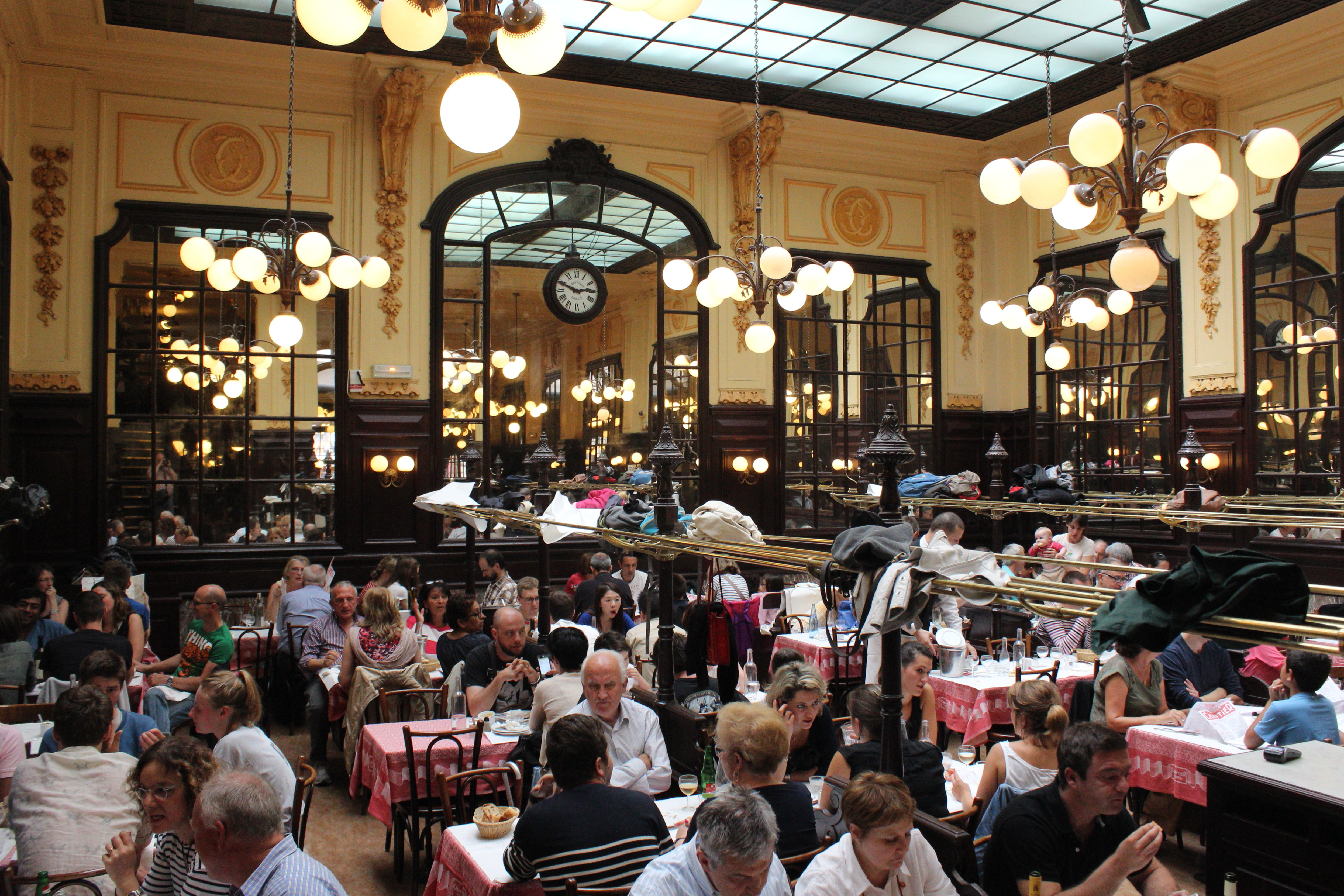
Le Bouillon Chartier, rue du Faubourg Montmartre à Paris.

Un bouillon est un type de restaurant servant généralement une cuisine française traditionnelle, notamment le bouillon qui a donné son nom à ces établissements.
Le concept originel était de servir des aliments de bonne qualité rapidement et à des prix abordables, pour moins de 2 francs.
Le premier restaurant bouillon est apparu en 1854 à Paris, 21 rue de la monnaie, grâce à un boucher astucieux, Adolphe-Baptiste Duval (1811-1870), qui est à l'origine de l'entreprise Bouillon-Duval, développée par son fils Alexandre, société qui fut cotée en bourse. Le père Duval proposa un seul plat de viande et un bouillon aux travailleurs des Halles. En 1900, on pouvait trouver à Paris près de deux cent cinquante bouillons Duval. Ils sont devenus la première chaîne de restaurants populaire. Face à ce succès, des bouillons concurrents apparurent offrant une salle de lecture ou des animations.

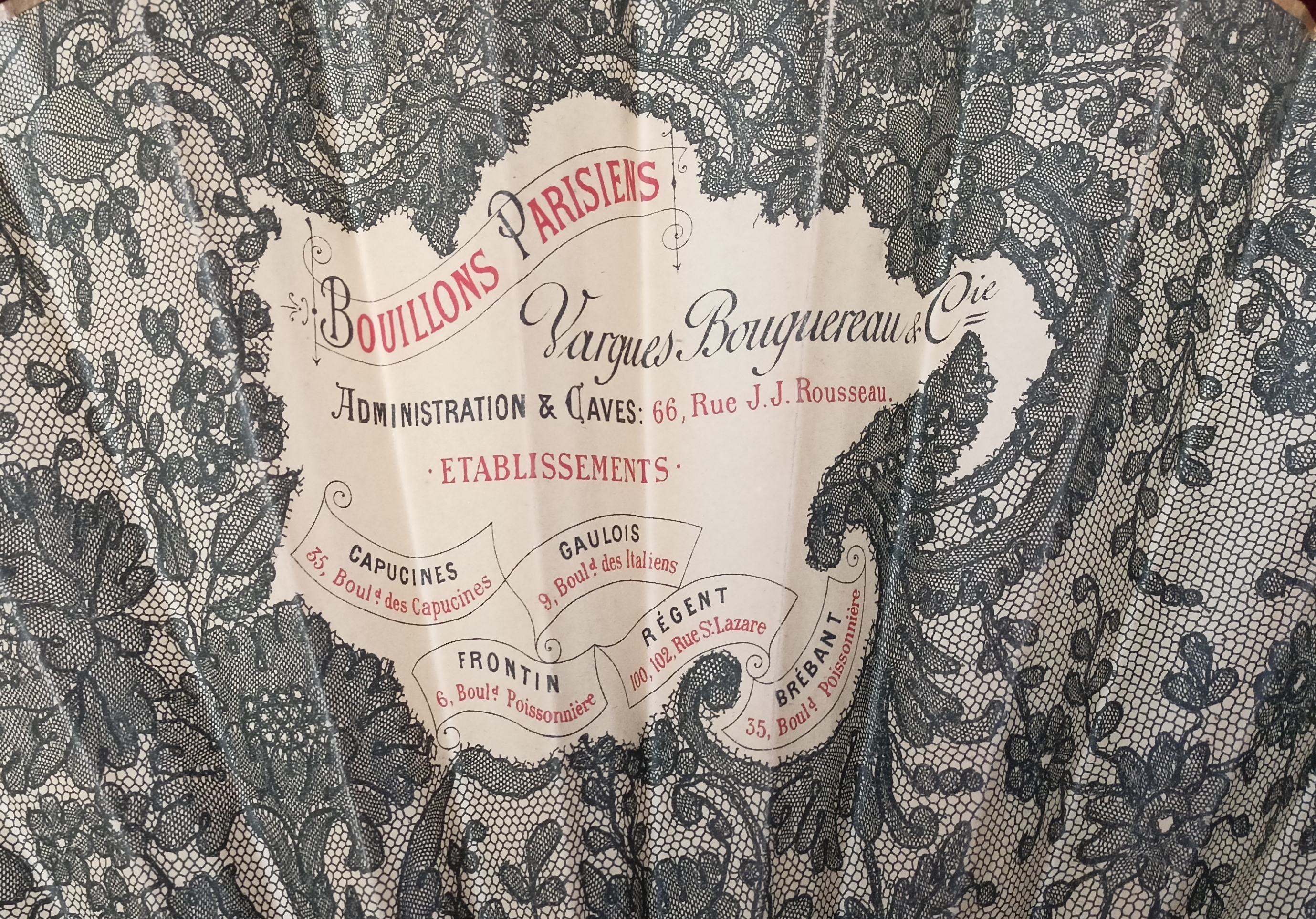
Bouillons parisiens - détail d'un éventail publicitaire.

Ces établissements furent précédés par des échoppes qui proposaient dans Paris des « bouillons hollandais ». Une compagnie du même nom vit le jour en 1832, fondée par les Néerlandais Bowens et Van Coppenaal, proposant une tasse de ce breuvage pour 20 centimes. Vendu comme reconstituant, le bouillon contenait de la gélatine. Un lancement qui fut soutenu par un rapport publié par Eugène Chevreul, suivi par l'entrée en bourse de ladite compagnie, dont le siège était située au 26 boulevard Bonne-Nouvelle, et la mode se répandit dans la capitale jusqu'au milieu des années 1840, puis passa. 
Certains bouillons, à la fin du XIXe siècle, adoptent le style Art nouveau, comme de nombreux autres établissements.

## Bouillons célèbres
- Bouillon Chartier, ouvert en 1896 : la famille Chartier en ouvre ensuite beaucoup d'autres ;
- Bouillon Duval
- Bouillon Maurice, Lyon
- Bouillon Racine